# Arma letal
Arma letal (títol original en anglès Lethal Weapon) és una pel·lícula estatunidenca de l'any 1987 dirigida per Richard Donner. Aquesta pel·lícula ha estat doblada al català.

## Argument
Arma letal és una història plena d'emoció i escenes espectaculars sobre dos veterans del Vietnam convertits en policies que tenen simplement una cosa en comú: els dos odien treballar amb companys. Però la seva aliança es torna la clau de la supervivència quan una rutinària investigació d'assassinat els duu fins a una organització internacional de tràfic d'heroïna.

## Repartiment
- Mel Gibson: Detectiu Martin Riggs
- Danny Glover: Detectiu Roger Murtaugh
- Gary Busey: Mr. Joshua
- Mitchell Ryan: General Peter McAllister
- Tom Atkins: Michael Hunsaker
- Darlene Love: Trish Murtaugh
- Jackie Swanson: Amanda Hunsaker
- Traci Wolfe: Rianne Murtaugh
- Damon Hines: Nick Murtaugh
- Ebonie Smith: Carrie Murtaugh
- Steve Kahan: Captain Murphy
- Mary Ellen Trainor: Dr. Stephanie Woods
- Ed O'Ross: Mendez
- Blackie Dammett: camell
- Al Leong: Endo
- Grand Bush: Boyette